# Episodi di Winx Club (sesta stagione)

Le Winx in forma Mythix nel quattordicesimo episodio.

La sesta stagione della serie animata Winx Club è stata trasmessa in prima visione assoluta negli Stati Uniti dal 29 settembre 2013 su Nickelodeon. Gli episodi dal 9 al 16 sono stati pubblicati online su Youtube il 17 maggio 2014.
In Italia i primi 14 episodi sono stati trasmessi dal 6 gennaio al 7 aprile 2014 su Rai 2. L'episodio 8 è stato erroneamente mandato in onda il 10 febbraio 2014 dopo l'episodio 5, ma il 24 febbraio 2014 è stato replicato nella giusta collocazione. La serie è andata in replica su Rai Gulp che ha poi trasmesso in prima visione gli ultimi 12 episodi dal 31 luglio al 4 agosto 2014.
| Nº | Titolo italiano            | Titolo inglese             | Prima TV Italia  | Prima TV USA      |
| -- | -------------------------- | -------------------------- | ---------------- | ----------------- |
| 1  | L'ispirazione del Sirenix  | Inspiration of Sirenix     | 6 gennaio 2014   | 29 settembre 2013 |
| 2  | Legendarium                | The Legendarium            | 13 gennaio 2014  | 3 novembre 2013   |
| 3  | Il collegio volante        | The Flying School          | 20 gennaio 2014  | 3 novembre 2013   |
| 4  | Il potere Bloomix          | Bloomix Power              | 31 gennaio 2014  | 15 dicembre 2013  |
| 5  | Golden Auditorium          | The Golden Auditorium      | 7 febbraio 2014  | 15 dicembre 2013  |
| 6  | I Mangiafuoco              | Vortex of Flames           | 14 febbraio 2014 | 12 gennaio 2014   |
| 7  | La biblioteca perduta      | The Lost Library           | 17 febbraio 2014 | 16 febbraio 2014  |
| 8  | L'attacco della Sfinge     | Attack of the Sphinx       | 10 febbraio 2014 | 16 febbraio 2014  |
| 9  | Il Tempio del Drago Verde  | Shrine of the Green Dragon | 3 marzo 2014     | 17 maggio 2014    |
| 10 | La serra di Alfea          | The Secret Greenhouse      | 10 marzo 2014    | 17 maggio 2014    |
| 11 | Sogni infranti             | Broken Dreams              | 17 marzo 2014    | 17 maggio 2014    |
| 12 | I figli della notte        | Shimmer in the Shadows     | 24 marzo 2014    | 17 maggio 2014    |
| 13 | La Fata Madrina            | The Fairy Godmother        | 31 marzo 2014    | 17 maggio 2014    |
| 14 | Mythix                     | Mythix                     | 7 aprile 2014    | 17 maggio 2014    |
| 15 | Il mistero di Calavera     | Mystery of Calavera        | 31 luglio 2014   | 17 maggio 2014    |
| 16 | L'invasione degli zombie   | Zombie Invasion            | 1º agosto 2014   | 17 maggio 2014    |
| 17 | La maledizione di Fearwood | The Curse Of Fearwood      | 1º agosto 2014   | 19 gennaio 2015   |
| 18 | Il totem magico            | The Magic Totem            | 1º agosto 2014   | 21 gennaio 2015   |
| 19 | Regina per un giorno       | Queen for a Day            | 2 agosto 2014    | 23 gennaio 2015   |
| 20 | Il banchetto di Solaria    | Stella's Big Party         | 2 agosto 2014    | 31 marzo 2015     |
| 21 | Un amore mostruoso         | A Monster Love             | 2 agosto 2014    | 10 luglio 2015    |
| 22 | Music Café                 | The Music Café             | 3 agosto 2014    | 10 luglio 2015    |
| 23 | L'inno di Alfea            | The Anthem                 | 3 agosto 2014    | 10 luglio 2015    |
| 24 | Scontro fra campioni       | A Legendary Duel           | 3 agosto 2014    | 10 luglio 2015    |
| 25 | Acheron                    | Acheron                    | 3 agosto 2014    | 10 luglio 2015    |
| 26 | Winx per sempre            | Winx Forever               | 4 agosto 2014    | 10 luglio 2015    |

## L'ispirazione del Sirenix
A Domino si festeggia il ritorno di Daphne, ma le Trix attaccano il palazzo con la Bestia degli Abissi, una creatura che solo la ninfa di Domino potrebbe domare se non avesse perso i suoi poteri Sirenix. Le Winx, con l'aiuto delle Guardiane Sirenix, vanno nel Lago Roccaluce alla ricerca dell'ispirazione del Sirenix, in grado di restituire a Daphne i poteri. Trovata l'ispirazione, Daphne, sotto consiglio di Bloom, crede in se stessa, si trasforma e riesce a controllare la creatura, facendola tornare dov'era prima. La festa riprende e le Winx eseguono uno spettacolo di colori che rappresenta l'arcobaleno.

## Legendarium
Ad Alfea si festeggia l'inizio del nuovo anno scolastico e l'arrivo di Daphne come nuova professoressa di Storia della Magia. A Torrenuvola arrivano nuove studentesse, tra le quali la misteriosa Selina, una strega proveniente dalla Terra che ha l'abilità di rendere reali i mostri protagonisti delle storie narrate nel libro chiamato Legendarium. Per mostrare alla preside Griffin il suo potere, Selina evoca dei troll che attaccano il Villaggio delle Pixies, dove le Winx entrano in azione, ma senza ottenere alcun risultato; tuttavia, i troll scompaiono quando Selina pone fine all'incantesimo, portando all'interno del Legendarium, però, anche le Pixie catturate. Poco dopo, le Trix attaccano Torrenuvola e ne prendono il controllo una volta trasformata la preside Griffin in un corvo. Icy, Darcy e Stormy trasformano la scuola delle streghe in una scuola volante da utilizzare per i loro spostamenti nella Dimensione Magica, che intendono conquistare partendo dai college. Le tre streghe stringono anche un patto con Selina: loro le insegneranno le Arti Oscure e in cambio lei metterà al loro servizio il Legendarium.

## Il collegio volante
Faragonda e Roxy scoprono che il corvo ferito trovato dalle Winx mentre tornavano ad Alfea è la Preside Griffin e che Torrenuvola è stata conquistata dalle Trix. Intanto, gli Specialisti invitano le Winx ad assistere al loro allenamento all'accademia di Linphea, che viene attaccata dalle Trix, arrivate fin lì insieme a Torrenuvola: Selina, con il Legendarium, anima i Treant, gli alberi umani, che vengono affrontati dai ragazzi, mentre il Winx Club raggiunge Torrenuvola per scontrarsi con le Trix. A causa del Legendarium, però, le fate perdono i loro poteri, tranne Bloom, poiché la Fiamma del Drago, essendo la fonte di vita della Dimensione Magica, è inestinguibile. Le sei fate sono costrette a lasciare che le Trix conquistino Linphea e tornano ad Alfea, dove Bloom crea delle gemme che racchiudono parte del suo potere e le dona alle amiche per infondere loro un po' di forza; inoltre, le sei fate apprendono da Faragonda che, quando compiranno un'azione degna di una vera fata, le pietre daranno vita a una nuova trasformazione.

## Il potere Bloomix
Le Trix conquistano l'Accademia di Linphea, mentre ad Alfea le Winx si allenano nella palestra di Aisha per incrementare la loro forza, e Daphne, con l'aiuto di Thoren, il cugino di Sky, scopre il punto debole dei Treant: devono fare in modo che le radici degli alberi affondino nel terreno, in modo da stabilizzarli. Le Winx tornano a Linphea per liberare la scuola: mentre Flora, salvando la sorella Miele, acquisisce il potere Bloomix e doma i Treant, Selina evoca i Basilischi Volanti, draghi in grado di pietrificare con lo sguardo, che trasformano Roy e Nex in statue quando i due cercano di salvare Aisha da uno dei mostri.

## Golden Auditorium
I Basilischi Volanti continuano ad attaccare Linphea, ma, collaborando, Aisha e Stella acquisiscono il Bloomix e li annientano, liberando Roy, Nex e le studentesse dalla pietrificazione. Pochi giorni dopo, Daphne porta le Winx a visitare il Golden Auditorium, la scuola di musica più prestigiosa della Dimensione Magica, dove Selina invoca gli Spiritelli Pandemonium, che hanno la capacità di rompere oltre cento vetri con i loro ultrasuoni. Grazie al piano elaborato per affrontarli, Tecna e Musa acquisiscono il Bloomix e li sconfiggono. Nel frattempo, le Trix attaccano la scuola di Eraklyon e Diaspro si allea con loro.

## I Mangiafuoco
A Domino si festeggia l'incoronazione di Daphne come principessa ereditaria, e Bloom è molto felice per sua sorella e per la storia d'amore che sta nascendo fra Daphne e Thoren. Durante la festa, Bloom si sente male perché aver dato parte della Fiamma del Drago alle amiche l'ha indebolita: le Trix ne approfittano e Selina invoca i Mangiafuoco del Vortice di Fiamme, che attaccano gli ospiti. Mentre le Winx affrontano i mostri, Diaspro, schieratasi segretamente dalla parte delle streghe, riesce a buttare Bloom nel Vortice di Fiamme, ma la fata, invece di essere annientata, sconfigge il Vortice risorgendo a nuova vita, ottenendo il potere Bloomix e distruggendo i Mangiafuoco. Inoltre, Sky fa pace con Thoren, con il quale non era più in buoni rapporti da quando il cugino si era comportato da codardo durante una battaglia diversi anni prima, e i festeggiamenti continuano.

## La biblioteca perduta
Roxy chiede aiuto a Flora per far tornare la Griffin umana, ma la fata della Natura non ci riesce. Poco dopo, Faragonda informa le Winx che i mostri che hanno affrontato provengono dal Legendarium e che il libro un tempo apparteneva alla Fata Madrina, che ne ha scritto tutti i segreti, compreso come chiuderlo per sempre, nel suo diario. Poiché quest'ultimo è custodito nella biblioteca perduta di Alessandria d'Egitto, le sei fate e Daphne partono per la Terra per un finto viaggio di studio, accompagnate da altre tre studentesse di Alfea, che in realtà sono le Trix. Nella biblioteca, trovata grazie a Flora, che ha captato i segnali provenienti dalle piante al suo interno, le Winx vengono attaccate da alcune mummie evocate da Selina, che è rimasta a Torrenuvola e si tiene in contatto con le Trix tramite una sfera di cristallo.

## L'attacco della Sfinge
Nell'antica biblioteca di Alessandria, le Winx riescono a sconfiggere le mummie invocate da Selina, ma quest'ultima anima la Sfinge e le ordina di attaccare la città. Le Winx riescono ad allontanarla dal centro abitato, ma la creatura causa un crollo all'interno della biblioteca: Bloom, così, decide di entrare per trovare il diario della Fata Madrina prima che sia troppo tardi. All'interno dell'edificio, la fata incontra Selina, arrivata lì per lo stesso motivo, ed è felice di rivedere l'amica di un tempo, senza rendersi conto che ora è una nemica. Approfittando di una nube di polvere causata da un crollo, Selina scappa, mentre Bloom riesce a trovare il diario. Intanto, le altre Winx, Daphne e le Pixie risolvono l'enigma della Sfinge, che torna pietra.

## Il Tempio del Drago Verde
Le Winx, Daphne e le Pixie continuano la ricerca della Fata Madrina Eldora e arrivano in Cina, dove si trova il Tempio del Drago Verde, uno dei luoghi visitati da Eldora. Grazie alle Pixie, il travestimento delle Trix viene scoperto e le tre streghe battono in ritirata. Le Winx arrivano fino al Tempio, dove vive Lu Wei, l'ultimo domatore di draghi. Questi, inizialmente restio a fornire informazioni al gruppo di fate, accetta di aiutarle quando Selina, mediante il Legendarium, invoca tre famelici draghi verdi, che le Winx riescono a sconfiggere ponendo al loro collo delle perle. Il domatore dice alle Winx che la Fata Madrina diceva spesso di volersi ritirare nel luogo dove cresce il suo fiore preferito: quando lo fa vedere alle fate, Flora, non riconoscendone la specie, dice che probabilmente viene coltivato in serra.

## La serra di Alfea
Mentre le Trix conquistano la scuola per le arti psichiche di Zaltora, le Winx chiedono a Palladium se conosce il luogo dove cresce il fiore dato da Lu Wei e il professore racconta loro che Eldora un tempo insegnava Florimagia nella serra di Alfea. Poco dopo, Selina arriva ad Alfea dicendo che le Trix l'hanno presa di mira perché Eldora era la sua fata madrina, e che desidera aiutare le fate: Bloom garantisce per la ragazza poiché era la sua migliore amica sulla Terra, ma, arrivate alla serra, Selina ne approfitta prima per avvelenare Flora, unica in grado di controllarle e di trovare il fiore, e poi per stregare le piante in modo che attacchino le Winx. Mentre Stella, Aisha, Tecna e Musa combattono, Bloom e Selina corrono a cercare un antidoto, ma la strega dà a Bloom un potente veleno: mentre la fata sta per somministrarlo a Flora, viene fermata dagli Specialisti, che hanno saputo dalla Griffin, tornata umana grazie a una pozione e all'aiuto di Roxy, della vera identità di Selina. Palladium dà a Flora il vero antidoto e la fata placa le piante, ma Bloom, sentendosi in colpa per l'accaduto, decide di abbandonare il Winx Club.

## Sogni infranti
Dopo l'abbandono di Bloom, il clima nel Winx Club è teso e le Pixie partono per Gardenia per consolare la fata della Fiamma del Drago. Intanto, le Trix decidono di sfruttare la tristezza di Bloom per attaccarla e sconfiggerla definitivamente: a questo scopo, Selina evoca i figli della notte, dei vampiri che approfittano della festa gotica di Gardenia per ipnotizzare gli abitanti. Bloom corre in aiuto delle Pixie, mentre nella serra di Alfea Flora scopre che il fiore amato da Eldora si chiama Lanusia e cresce solo sulla Terra.

## I figli della notte
Bloom e le Pixie vengono salvate dall'arrivo delle altre Winx, che costringono i vampiri alla ritirata, e Bloom decide di tornare nel Winx Club perché non potrebbe vivere senza le sue migliori amiche. Mentre passeggiano per la città, s'imbattono nel concorso di moda gotica che si tiene in contemporanea alla festa gotica di Gardenia e Stella decide d'iscriversi: le altre fate vengono improvvisamente attaccate dai vampiri, che le indeboliscono e le rapiscono, portandole in un'antica dimora per rubarne l'energia magica. Stella, che non è stata catturata, va a salvare le amiche e, avendo saputo da Daphne che l'arma più efficace contro i figli della notte è la luce del Sole, polverizza i vampiri evocando tutta la potenza magica dei due soli di Solaria, liberando così Chatta, Cherie, le altre Winx e gli abitanti di Gardenia dall'influenza dei figli della notte. Poco dopo, il Winx Club sfila al concorso gotico, vincendo il primo premio.

## La Fata Madrina
Bloom racconta alle altre Winx che la Lanusia cresce nella Foresta Fiorita di Gardenia perché ha visto il fiore rappresentato in un disegno di lei e Selina da bambine nella foresta. Arrivate lì, le sei fate incontrano Eldora, che racconta loro di come è diventata l'insegnante di magia di Selina. Quando Eldora trovò il Legendarium, Selina fu plagiata dallo stregone Acheron, creatore del libro rimasto catturato al suo interno, che la trasformò nella strega dei serpenti; non molto tempo dopo, la ragazza scappò rubando il libro. Durante il racconto, le Trix attaccano il cottage di Eldora aiutate da spettri ectoplasmici evocati da Selina, e solo l'intervento della Fata Madrina riesce a farli sparire. Dopo la fuga delle streghe, Bloom offre ospitalità a Eldora.

## Mythix
Eldora e le Winx vanno alla scuola per fate di Tír na nÓg, dove sono custodite sette bacchette che permettono di accedere al mondo del Legendarium; tuttavia, la regina delle fate Nebula rivela che non possono essere usate perché sono le bacchette stesse a scegliere i loro possessori. Improvvisamente, la scuola viene attaccata dalle Trix, potenziatesi con delle pietre magiche, mentre Selina cerca di rubare la Fiamma del Drago di Bloom per liberare Acheron, ma la fata riesce a sconfiggere sia le streghe, che battono in ritirata, sia Selina. Grazie al loro valore, Eldora e le sei fate ricevono le bacchette e si trasformano in fate Mythix, accedendo così al mondo del Legendarium, dove la Saggia Porta dei Mondi dice loro che, per forgiare la chiave e chiudere il libro, devono trovare nel mondo reale lo Smeraldo della Fantasia e la Lancia Argentea. Tornate ad Alfea, tutte le fate festeggiano la festa della mamma.

## Il mistero di Calavera
Le Winx, Daphne, gli Specialisti e i Paladini si recano sull'isola di Calavera per trovare lo Smeraldo della Fantasia, primo oggetto necessario per forgiare la chiave del Legendarium. Il gruppo scopre che lo Smeraldo, nascosto su un'antica nave pirata, non esiste nella realtà, ma solo nel mondo del Legendarium, quindi le fate entrano nel libro magico. Intanto, Selina, su consiglio di Acheron, offre alle Trix la possibilità di entrare nel Legendarium, senza dire loro che, se vi restano troppo a lungo, rischiano di non poterne più uscire. Fate e streghe si scontrano, ma improvvisamente compare l'equipaggio zombie della nave pirata.

## L'invasione degli zombie
Le Winx e le Trix combattono contro gli zombie, ma Eldora avvisa Bloom che, se rimarranno troppo nel mondo del Legendarium, vi resteranno per sempre: anche Icy la sente e scappa insieme a Darcy e Stormy. Dopo la fuga delle streghe, mentre le altre Winx lottano contro gli zombie, Bloom si allontana e riesce a trovare lo Smeraldo conficcato nella prua. Mentre le Winx tornano nel mondo reale, le Trix rimproverano Selina per non averle informate del rischio che correvano all'interno del Legendarium, e poi le chiedono di far invadere Calavera dai pirati zombie. Il piano delle streghe viene sventato dalle Winx, che, con l'aiuto degli abitanti dell'isola, distruggono gli zombie.

## La maledizione di Fearwood
Le Winx partono per Fearwood, in Canada, per cercare il totem che custodisce la Lancia Argentea, il secondo oggetto necessario per forgiare la chiave del Legendarium. Selina, però, evoca i licantropi di Fearwood, che possono essere sconfitti solo dal totem, attualmente esistente solo nel mondo del Legendarium. Durante lo scontro, Icy congela Helia, portandolo con sé nel Legendarium, e Flora entra da sola nel libro per salvarlo.

## Il totem magico
Flora combatte contro Icy nel Legendarium, riuscendo a salvare Helia e a portare il totem nel mondo reale: così facendo, i licantropi, spezzata la maledizione, tornano alla loro forma umana. Nel cuore di Helia, però, è rimasto un frammento di ghiaccio che lo rende aggressivo e litigioso, e che neanche il fuoco può sciogliere. Icy torna a Fearwood e congela l'intero paese, ma Flora riesce a sconfiggerla definitivamente e a scongelare non solo il villaggio, ma anche il cuore di Helia. Le Winx, poi, estraggono la Lancia Argentea dal totem, forgiando la chiave del Legendarium.

## Regina per un giorno
Le Winx vanno a Torrenuvola con la chiave del Legendarium per chiuderlo per sempre, ma Darcy rende la scuola invisibile con un incantesimo. Le fate decidono di consultare la biblioteca di Solaria, la più grande della Dimensione Magica, per trovare un modo per spezzare l'incantesimo, ma temono che re Radius non darà loro il permesso di entrare; l'ostacolo viene, però, aggirato perché è il giorno in cui il re rinuncia ai suoi poteri in favore di Stella, che diventa regina per un giorno e permette alle amiche di consultare i libri della biblioteca. Intanto, Selina invoca lo specchio di una regina cattiva: dopo essersi riflessa nello specchio, Stella diventa malvagia, tratta tutti in malo modo e invita le streghe a entrare nel palazzo. Mentre le Winx combattono contro le streghe, Stella litiga con Brandon e lo specchio si rompe; la ragazza torna normale, ma Darcy le ruba la corona e fugge nel Legendarium. Stella la segue e, entrata in un labirinto, si ritrova a dover combattere contro un minotauro.

## Il banchetto di Solaria
Stella sconfigge il minotauro e recupera la corona, ma non sa come uscire dal labirinto; tuttavia, con l'aiuto di Eldora, che le dà un gomitolo che le indica la strada, la fata arriva all'uscita e torna nel mondo reale. Qui si scusa per aver perso il controllo e, insieme alle altre Winx, prepara un banchetto per tutta la corte, ma la festa viene rovinata dal gigante Gargantua, invocato da Selina, che inizia a divorare tutto. Le Winx e Daphne, però, riescono a trovare un modo per sbarazzarsi di lui e quella sera organizzano una cena romantica solo per Stella e Brandon, che possono così festeggiare il loro anniversario.

## Un amore mostruoso
Le Winx scoprono che per individuare Torrenuvola hanno bisogno di un localizzatore spettrografico, capace di visualizzare ciò che è invisibile all'occhio umano; partono quindi per Zenith sperando di riuscire a ottenere l'oggetto dai genitori di Tecna, che decide di cogliere l'occasione per presentare loro Timmy. Intanto, Selina invoca il mostro di Frankenstein per attaccare Zenith City, ma, durante il combattimento, il mostro s'innamora accidentalmente di Tecna, portandola nel mondo del Legendarium. Le Winx li seguono e, mentre combattono contro Stormy, Tecna riesce a spostare le attrazioni del mostro di Frankenstein sulla strega. Le fate sono così in grado di uscire dal Legendarium e, ottenuto il localizzatore, fanno ritorno ad Alfea.

## Music Café
Le Trix sono pronte per sferrare l'attacco ad Alfea, ma Musa trova un piccolo locale abbandonato all'interno di Alfea, lo trasforma nel Music Café e, animando gli strumenti lì contenuti con la propria voce, riesce a creare una musica per proteggere la scuola. Per fermarla, Selina, sotto ordine delle Trix, invoca l'astuto nano immune alla magia Praseidinio, che rinchiude la voce di Musa in un'ampolla magica e la porta nel Legendarium. Le Winx (tranne Musa, che, priva della sua voce, non è capace di trasformarsi) lo seguono, ma il nano è disposto a dare loro la voce di Musa solo in cambio di un oggetto prezioso.

## L'inno di Alfea
Praseidinio è disposto a ridare alle Winx la voce di Musa in cambio della chiave del Legendarium, ma le fate decidono di prendere del tempo per pensare e tornano nel mondo reale. Musa scopre che gli strumenti possono emanare il loro potere anche senza la sua voce, quindi le Trix ordinano alle streghe di attaccare Alfea per distruggerli, proteggendole con un incantesimo che impedisce che vengano colpite da attacchi diretti. La protezione viene infranta dal potere degli strumenti musicali, costringendo le streghe alla ritirata, e la sinfonia realizzata da Musa diventa l'inno di Alfea. Poco dopo, le Winx si accorgono che Praseidinio è ad Alfea in cerca della chiave, e decidono infine di dargliela perché Musa è più importante. Nel frattempo, Riven e Musa decidono di lasciarsi, avendo capito che non sono fatti l'uno per l'altra, e il ragazzo decide di andare lontano per ritrovare sé stesso. 

## Scontro fra campioni
Mentre nei sotterranei di Alfea le Winx cercano un oggetto da scambiare con Praseidinio per tornare in possesso della chiave del Legendarium, le Trix attaccano Alfea, ma Tecna riesce a rendere visibile Torrenuvola e le streghe con il localizzatore spettrografico. Icy propone quindi di organizzare un duello tra la fata più potente (Bloom) e la strega più potente (Selina), e chi vincerà deciderà le sorti dell'altro; prima di lottare contro Bloom, però, Selina invoca gli spiriti delle tre campionesse di Alfea affinché combattano contro le altre fate. Aisha crede che, per sconfiggere le tre campionesse, bisogni potenziare tutte le fate di Alfea con il potere del Bonding e così va nel mondo del Legendarium a salvare le Pixie che erano state catturate dai troll di Selvafosca: una volta nel mondo reale, il Bonding delle Pixie potenzia le fate, che sconfiggono le tre campionesse. Intanto, Selina riesce a sottrarre una scintilla della Fiamma del Drago dal corpo di Bloom per liberare Acheron e si ritira: la fata ha vinto e così decide che le Trix se ne vadano da Alfea. Con il suo coraggio, Nex conquista Aisha.

## Acheron
Le Winx trovano la Scatola dell'Infinito, che può contenere qualsiasi cosa, e decidono di offrirla a Praseidinio in cambio della chiave del Legendarium; inoltre, Daphne annuncia loro che si sposerà con Thoren. Intanto, Selina libera Acheron, che intrappola le Trix nel Legendarium e, mentre Torrenuvola precipita, cerca di catturare Selina. La ragazza chiede l'aiuto di Bloom, che percepisce la richiesta di Selina durante il matrimonio e abbandona Domino con le altre Winx, interrompendo la cerimonia nuziale. Le fate salvano Selina e frenano la caduta di Torrenuvola, ma Acheron trasforma la scuola in uno Spirito Lucertola a tre teste. Mentre le Winx combattono lo Spirito Lucertola, Bloom e lo stregone si recano nel mondo del Legendarium per combattere; la fata intrappola Acheron nella Scatola dell'Infinito e la scambia con la chiave del Legendarium, ma sopraggiungono le Trix, intenzionate a distruggere Bloom.

## Winx per sempre
Le Winx continuano senza risultato a combattere lo Spirito Lucertola, così Selina decide di aiutarle restituendo i poteri che le Trix avevano assorbito alle rispettive scuole: lo Spirito Lucertola, senza più energia, viene sconfitto. Intanto Bloom si trova in difficoltà contro le Trix, ma riesce a sconfiggerle imprigionandole in sfere magiche indistruttibili. Una volta tornata nel mondo reale, Bloom consegna la chiave del Legendarium a Selina, che chiude il libro per sempre e lo restituisce alla Fata Madrina, rinnovando l'amicizia con Bloom e ricominciando a prendere lezioni da Eldora per diventare una fata buona. La vittoria contro Acheron viene poi festeggiata al matrimonio di Daphne e Thoren.